# Loud, Fast Ramones: Their Toughest Hits
Loud, Fast Ramones: Their Toughest Hits es un álbum recopilatorio de The Ramones las canciones fueron compiladas por Johnny Ramone. Las primeras 50 000 copias incluyen un disco bonus titulado Ramones Smash You: Live ’85. Este bonus cuenta con material inédito grabado en directo en el Teatro Lyceum de Londres, el 25 de febrero de 1985. Es notable por ser la única grabación en vivo oficialmente lanzada con el baterista Richie Ramone.

## Lista de canciones
Todas las canciones compuestas por Ramones excepto donde lo indica.

### Cd 1
1. "Blitzkrieg Bop" – 2:11  (Ramones)
2. "Beat on the Brat" – 2:31  (Joey Ramone)
3. "Judy Is a Punk" – 1:31   (Joey R.)
4. "Gimme Gimme Shock Treatment" – 1:40
5. "Commando" – 1:51
6. "Glad to See You Go" – 2:10   (Lyrics: Dee Dee R. / Music: Joey R.)
7. "Pinhead" – 2:42   (Dee Dee R.)
8. "Rockaway Beach" – 2:06   (Dee Dee R.)
9. "We're a Happy Family" – 2:39
10. "Sheena Is a Punk Rocker" – 2:48   (Joey R.)  - (versión origina sencillo ABC)
11. "Teenage Lobotomy" – 2:01
12. "I Wanna Be Sedated" – 2:29   (Joey R.)
13. "I'm Against It" – 2:06
14. "I Wanted Everything" – 3:13   (Dee Dee R.)
15. "I Just Want to Have Something to Do" – 2:41   (Joey R.)
16. "Rock 'n' Roll High School" – 2:17   (Joey R.)
17. "Do You Remember Rock 'n' Roll Radio?" – 3:49   (Joey R.)
18. "The KKK Took My Baby Away" – 2:29   (Joey R.)
19. "Psycho Therapy" – 2:35  (Dee Dee Ramone / Johnny Ramone)  - (versión sencillo Sire)
20. "Outsider" – 2:09   (Dee Dee R.)
21. "Highest Trails Above" – 2:09   (Dee Dee R.)
22. "Wart Hog" – 1:54   (Dee Dee R. / Johnny R.)  /3
23. "Mama's Boy" – 2:10   (Dee Dee R. / Johnny R. / Tommy R.)
24. "Somebody Put Something in My Drink" – 3:19  (Richie Ramone)
25. "I Wanna Live" – 2:36   (Dee Dee R. / Daniel Rey)
26. "Garden of Serenity" – 2:26   (Dee Dee R. / D. Rey)
27. "I Believe in Miracles" – 3:18   (Dee Dee R. / D. Rey)
28. "Main Man" – 3:26   (Dee Dee R. / D. Rey)  /4
29. "Strength to Endure" – 2:59   (Dee Dee R. / D. Rey)  /4
30. "The Crusher" – 2:26   (Dee Dee R. / D. Rey)  /4

Las pistas de esta recopilación están tomadas de los siguientes álbumes de los Ramones:
- 1, 2, 3 - Ramones (1976)
- 4, 5, 6, 7 - Leave Home (1977)
- 8, 9, 10, 11 - Rocket to Russia (1977)
- 12, 13, 14, 15 - Road to Ruin (1978)
- 16 - Rock 'n' Roll High School (Music From The Original Motion Picture Soundtrack) (1979)
- 17 - End of the Century (1980)
- 18 - Pleasant Dreams (1981)
- 19, 20, 21 - Subterranean Jungle (1983)
- 22, 23 - Too Tough to Die (1984)
- 24 - Animal Boy (1986)
- 25, 26 - Halfway to Sanity (1987)
- 27 - Brain Drain (1989)
- 28, 29 - Mondo Bizarro (1992)
- 30 - ¡Adiós Amigos! (1995)

### Cd Bonus
Toda la grabación en directo fue registrada en el Teatro Lyceum de Londres, el 25 de febrero de 1985.
1. "Do You Remember Rock 'n' Roll Radio?" – 3:16  (Joey Ramone)
2. "Psycho Therapy" – 2:04  (Dee Dee Ramone / Johnny Ramone)
3. "Suzy Is a Headbanger" – 1:37
4. "Too Tough to Die" – 2:09   (Dee Dee R.)
5. "Smash You" – 2:17   (Richie Ramone)
6. "Chinese Rock" – 1:59  (Dee Dee R. / Richard Hell)
7. "Howling at the Moon (Sha–La–La)" – 2:57   (Dee Dee R.)
8. "I Don't Wanna Go Down to the Basement" – 1:50   (Dee Dee R. / Johnny R.)